# Maison de la Dame de Brassempouy
La Maison de la dame de Brassempouy, connue également sous le nom PréhistoSite de Brassempouy, est le musée du village de Brassempouy, haut lieu de la préhistoire du Sud-Ouest de la France. Il rassemble des objets trouvés sur le site de la grotte du Pape, rendu célèbre par la découverte en 1894 de la Dame à la Capuche.

## Présentation
La Maison de la Dame de Brassempouy a été inaugurée le 6 juillet 2002.

L'architecture est signée Pierre et Eric Raffy : le bâtiment se présente sous la forme d'un mastaba surmonté des reproductions à taille humaine de trois des neuf statuettes découvertes sur le site : La Dame de Brassempouy, la Figurine à la ceinture et le Torse. Ces reproductions sont l'œuvre de Roselyne Conil.

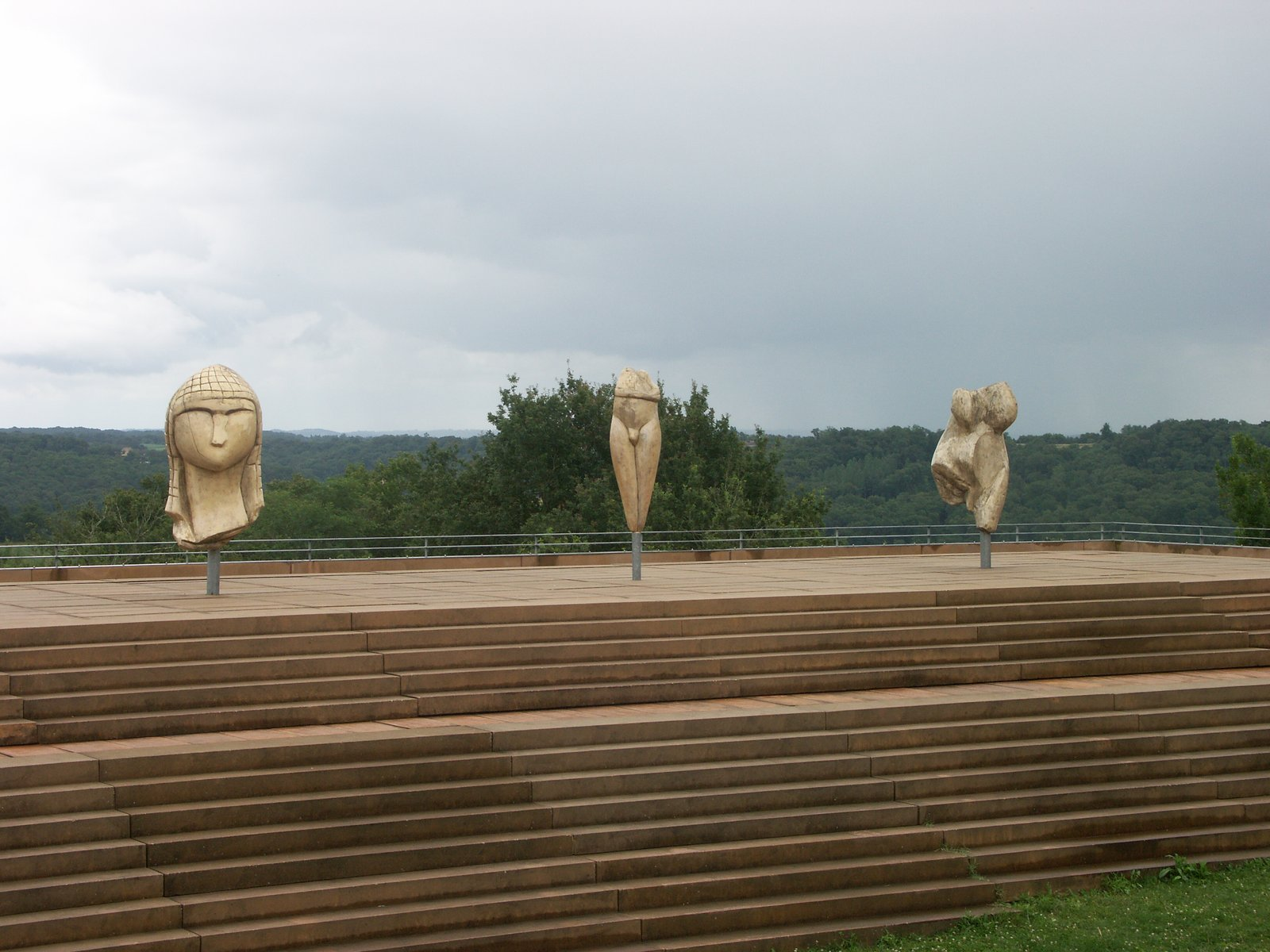
Les trois statues extérieures.

La Dame à la Capuche, également appelée « Dame de Brassempouy », est une minuscule figurine de 3,65 cm taillée il y a environ 25 000 ans dans de l’ivoire de mammouth. Elle n’est pas conservée au musée de Brassempouy, mais au musée des Antiquités nationales à Saint-Germain-en-Laye. À Brassempouy, seule une reproduction, moulage de l'original, est présentée au public. On y voit ainsi la « Dame » entourée par les copies d'autres statuettes paléolithiques de toute l'Europe, mais aussi de Brassempouy. En effet, la Grotte du Pape a livré 9 statuettes en tout. Notons que celle surnommée « la Poire », s'appelle officiellement « la Vénus de Brassempouy », à ne pas confondre, donc, avec la célèbre « Dame de Brassempouy ».
Les autres objets exposés, parmi lesquels se trouvent des outils et armes en pierre, bijoux, ossements d'animaux et autres objets trouvés lors des différentes campagnes de fouilles dans la grotte du Pape, sont quant à eux tous rigoureusement authentiques.
Depuis 2014, la Maison de la Dame s'est dotée d'un nouvel espace basé sur les principes de l'archéologie expérimentale. L'ArchéoParc de la Dame permet d'appréhender l'environnement et les techniques de la Préhistoire.